# Siebergtunnel
Der Siebergtunnel ist ein zweigleisiger Eisenbahntunnel zwischen St. Valentin und Haag mit einer Länge von 6480 m. Er wurde im Jahr 2001 im Zuge der neuen Trassenlegung der „Neuen Westbahn“ fertiggestellt. Der Tunnel wurde notwendig, damit größere Kurvenradien gegenüber der alten Strecke und somit höhere Geschwindigkeiten möglich wurden.